# Heriades paganensis
Heriades paganensis là một loài Hymenoptera trong họ Megachilidae. Loài này được Yasumatsu mô tả khoa học năm 1942.